# Israel Olatunde
Israel Olatunde (né le 29 mai 2002) est un athlète irlandais, spécialiste des épreuves de sprint.

## Biographie
Il se classe 6e du 100 m des championnats d'Europe 2022 à Munich, en portant le record d'Irlande à 10 s 17. il est le premier athlète irlandais à atteindre une finale européenne sur 100 m.
En 2023 il bat le record national du 60 mètres, que détenait Paul Hession depuis 2007, en remportant les championnats d'Irlande en salle en 6 s 57.
En 2024 il remporte son quatrième titre national sur 100 m, après avoir atteint les demi-finales aux championnats d'Europe de Rome. En fin de saison il améliore son record d'Irlande sur la distance, en le portant à 10 s 12.

## Palmarès
| Date | Compétition           | Lieu   | Résultat | Épreuve | Temps   |
| ---- | --------------------- | ------ | -------- | ------- | ------- |
| 2022 | Championnats d'Europe | Munich | 6e       | 100 m   | 10 s 17 |

## Records
| Épreuve | Performance  | Lieu    | Date            |
| ------- | ------------ | ------- | --------------- |
| 60 m    | 6 s 57 (NR)  | Dublin  | 19 février 2023 |
| 100 m   | 10 s 12 (NR) | Londres | 18 août 2024    |